# Fukang
Fukang is een stad in de autonome regio Xinjiang van China. Fukang ligt in de prefectuur Changji. Fukang heeft meer dan 100.000 inwoners. Fukang ligt in het noorden van de regio.